# Antoine de Nervèze
Antoine de Nervèze (c. 1570 - après 1622) aristocrate français, était un romancier, traducteur, épistologiste et moraliste de la fin du XVIe siècle et du début du suivant. 

## Biographie
Il naquit sans doute en Gascogne ; il fut au service d'Henri IV de France comme « secrétaire de la chambre du roi » avant de devenir le conseiller et le secrétaire d'Henri II de Bourbon, prince de Condé (jusqu'à 1606 environ). Nervèze était étroitement lié aux autres écrivains Philippe Desportes, Jean Bertaut et Scévole de Sainte-Marthe ; François Maynard l'appelait « le roi des orateurs » et Nicolas des Escuteaux, dans un poème satirique, « le mignon des dames ». Nervèze fut l'un des auteurs les plus prolifiques de sa génération et devint pour beaucoup l'arbitre en matière de bon langage.
Nervèze fait partie de la nouvelle génération venue après les romanciers  Nicolas de Montreux et Béroalde de Verville, et on l'associe souvent — comme Nicolas des Escuteaux et François du Souhait — avec le roman sentimental (ou « d'amours ») qui se publiait sous le règne de Henri IV.  Nervèze est l'auteur de dix romans, parmi lesquels une réécriture d'une histoire tirée du Roland furieux (Orlando furioso) de L'Arioste et une adaptation de La Jérusalem délivrée, du Tasse. Ces travaux étaient dédiés à des personnes de haut rang dans la Cour : Maximilien de Béthune, duc de Sully ; la Reine Marie de Médicis ; le marquis de Rosny ; le vicomte d’Aubeterre.
Ses premiers romans parurent en 1598, mais étaient sans doute antérieurs et circulaient déjà à l'état de manuscrits depuis plusieurs années. Ses premières « amours », courtes œuvres d'amour tragique, sont proches des contes tragiques de l'italien Matteo Bandello ; plus tard ses romans Léandre laissent percer l'influence des romans de chevalerie (comme Amadis de Gaule). La plupart des romans de Nervèze affirment leur authenticité (?) et se déroulent dans le passé récent des guerres de religion ; cependant l'histoire de Palmélie et Lirisis se déroule sous François II de France et Charles IX de France, et celle de Lidior aux alentours de 1600, pendant le conflit aux Pays-Bas entre hollandais et espagnols. L'intégrale de ses romans complets fut éditée à plusieurs reprises sous forme d'anthologie, et le nombre des rééditions tendrait à indiquer un franc succès commercial.
Outre ces romans, Nervèze est l'auteur de nombreux ouvrages de philosophie morale ; cette philosophie morale et religieuse transparaît dans la plupart de ses œuvres, romans compris. À son catholicisme viennent se mêler des éléments de stoïcisme, et il idéalise la chasteté et la pureté de ses personnages (qui font souvent retraite au couvent pour soulager leurs peines) et le roman Les amours de Polydore et de Virgin[i]e célèbre l'amour de Dieu comme un remède aux ravages de l'amour profane.
Dans les premières décennies du XVIIe siècle, Nervèze, Des Escuteaux et leurs collègues étaient montrés par leurs détracteurs (comme Charles Sorel) comme de ridicules pourvoyeurs d'excès rhétorique et métaphorique ; cependant leurs œuvres représentent une étape importante dans le développement du roman en France (qui devait mener à L'Astrée de Honoré d'Urfé et, plus tard, à Madeleine de Scudéry et Madame de Lafayette), dans le développement de l'étiquette et d'une conception morale de la noblesse (le concept d'« honnête homme ») et dans l'évolution de la langue française (préfigurant la « préciosité »).

## Œuvres

### Romans
- Les chastes et infortunées amours du baron de l'Espine et de Lucrèce de La Prade. (Langres, 1598), (Paris, 1598), (Rouen, 1610)
- Les amours de Filandre [Philandre] & de Marizée. (Marseille, 1598), (Paris, 1599), (Lyon, 1603)
- Hierusalem assiégée, où est descrite la délivrance de Sophronie & d'Olinde, ensemble les amours d'Hermine & de Tancrède. (Paris, 1599), (Paris, 1601), (Lyon, 1603) - d'après Le Tasse
- Les amours d'Olympe et de Birène. (Paris, 1599), (Lyon, 1605) - d'après L'Arioste
- Les hasards amoureux de Palmélie et de Lirisis. (Paris, 1600), (Paris, 1601), (Lyon, 1603)
- Les religieuses amours de Florigène & de Méléagre. (Paris, 1600), (Paris, 1602)
- Le triomphe de la constance, où sont descrites les amours de Cloridon & de Melliflore. (Paris, 1601), (Paris, 1602), (Lyon, 1605)
- Deux histoires : la première tragique, sur la mort d’une jeune damoyselle exécutée dans la ville de Padoue, la seconde de la délivrance d’un jeune gentilhomme françois, escolier, condamné à la mort, en la ville de Salamanque, en Espagne. (Paris, 1609)
- Les Amours diverses.  Divisées en sept histoires. (Paris, 1605), (Paris, 1606), (Lyon, 1608), (Lyon, 1612), (Lyon, 1615) - anthologie des précédents
- La victoire de l'amour divin, sous les amours de Polydore et de Virgin[i]e. (Paris, 1608)
- Les advantures guerrieres et amoureuses de Léandre. (Paris, 1608), (Lyon, 1612)
- Suite des advantures guerrières et amoureuses de Léandre. (Paris, 1609), (Lyon, 1612)
- Les Amours diverses.  Divisées en neuf histoires. (Paris, 1609)
- Les avantures de Lidior. (Lyon, 1610), (Lyon, 1612)
- Les Amours diverses.  Divisées en dix histoires. (Paris, 1611)

### Autres œuvres
- Méditations très dévotes en forme de prières (Paris, 1599)
- Les Epistres morales du sieur de Nervèze (Lyon, 1598)
- L’académie des modernes poètes françois (Paris, 1599)
- L’exercice dévot de la courtisane repentie (Paris, 1601)
- La Joie de la France sur la naissance du prince Dauphin (Paris, 1601)
- Les Larmes et martyre de S[aint] Pierre (Paris, 1601)
- Méditations sur les mystères de la Sepmaine saincte (Lyon, 1603)
- Le jardin sacré de l’âme solitaire (Paris, 1602)
- Lettre consolatoire envoyée à Mme la duchesse de Mercœur sur le trespas de Mgr le duc de Mercœur (Paris, 1602)
- Les Essais poétiques (Paris 1605)
- Recueil de traictez spirituels (Arras, 1605) - incluant des œuvres antérieures
- Les Poèmes spirituels (Lyon, 1606)
- Discours sur le malheur que le Roy et la Royne ont failly en passant l’eau au pont de Neuilly... (Paris, 1606)
- Les Estresnes du sieur de Nervèze au Roy (Paris, 1608)
- Histoire de la vie et trespas de... Charles de Lorraine (Lyon, 1608)
- Lettre consolatoire à Mme la duchesse de Montpensier sur le trespas de Mgr de Montpensier (Lyon, 1608)
- Consolation envoyée à M. de Sainct-Luc, sur la mort de Mme. de Sainct-Luc (Paris, 1609)
- Recueil de divers cartels (Paris, 1609)
- Discours consolatoire à la France... sur le trespas d'Alphonse d'Ornano (Lyon, 1610)
- Discours funèbre à l’honneur de la mémoire de très clément, invincible et triomphant Henri IIII... (Paris, 1610)
- Les Œuvres morales du sieur de Nervèze (Paris, 1610) - incluant la plupart du précédent
- Le Songe de Lucidor... (Paris, 1610) - Nervèze déplore la mort d'Henri IV
- Anniversaire de soupirs et regrets...  (Paris, 1611)
- Vie du duc de Mayenne
- Les cinq premiers livres du procès d'amour (1630) - Encyclopedic/Historic poem on love